# 黒い国防軍
黒い国防軍（くろいこくぼうぐん、ドイツ語: Schwarze Reichswehr）は、ヴァイマル共和国時代のドイツにおいて結成された非合法戦力の総称。第一次世界大戦敗戦後、ドイツは1919年のヴェルサイユ条約によって厳しい軍備制限を受けたが、兵務局に残留した高級将校らは民兵や義勇軍（フライコール）（独: Freikorps）などの形で戦力の維持を図り、これら条約に反する非合法の戦力は黒い国防軍と総称された。非合法の国防軍とも訳される。

## 概要
敗戦後もヴァイマル共和国軍という形でドイツ陸海軍は一応の存続を許されたが、ヴェルサイユ条約の元で陸軍の総兵力は10万人に制限され、連合国による軍備制限履行の確認が定期的に行われた。共和国軍はこの制限を受け入れたものの、一方で旧帝国軍の余剰装備がドイツ各地に相当数隠匿ないし遺棄されていた為、ヴァイマル政府の支配が行き届いていない各地方で反共和国勢力の武装化が進んだ。こうした状況の中、特にドイツ革命に示された社会主義の脅威に対する警戒から、共和国軍では連合軍側の監視を掻い潜り、赤色勢力に対する戦力として「黒い国防軍」の増強を続けた。共和国軍は民兵団等の非合法戦力に対して武器弾薬や装備を供給するだけでなく、顧問の派遣や演習場等の貸出まで行なった。
黒い国防軍の主要な目的は次の3つである。
1. ヴェルサイユ条約における軍備制限の回避。
2. 予備戦力。
3. 訓練の継続および維持。

黒い国防軍は赤色勢力を始めとする国内の敵勢力への対処だけではなく、共和国軍の予備部隊として国外の敵勢力への対処も求められた。1923年のルール占領に関連するいくつかの衝突にも、黒い国防軍の勢力が投入されたとされる。なお、当時のドイツ国防相オットー・ゲスラーは黒い国防軍の存在を否定する声明を発表している。
しかし、実際には非合法戦力の存在は軍人の間で広く知られており、共和国軍自体もその組織に深く関与していた。ベルリンでは陸軍第3師団の参謀長フェードア・フォン・ボック中佐が非合法戦力を指揮していたし、労働軍団の指揮官も現役将校のブルノ・ブーフルッカー少佐とパウル・シュルツ中尉の2人であった。あるいはキュストリンに展開したブランデンブルク郷土連盟(Brandenburgischer Heimatbund)のように、地方地主らが資金を提供して組織した非合法戦力も存在した。
1923年9月26日のキュストリン一揆とそれに続く「裏切り者殺し」裁判によって、黒い国防軍の存在は国民にも露呈した。この一揆には共和国軍第3軍管区よりブーフルッカー少佐率いる18,000名の戦力が投入された。
後に突撃隊幕僚長となったエルンスト・レーム大尉のように、初期の国家社会主義ドイツ労働者党（NSDAP, ナチ党）には黒い国防軍出身者も多かった。

## 代表的な非合法戦力
狭義において、ブーフルッカー少佐が率いた労働軍団(Arbeitskommandos)のみを黒い国防軍と呼ぶ場合もある。労働軍団は上シレジアにおけるフライコールの蜂起が起こった1921年の春以降、共和国軍第3軍管区司令部(Wehrkreiskommando III)に非公式に所属していた。
広義において黒い国防軍と呼ばれる非合法戦力としては、次のようなものが代表としてあげられる。
- 突撃隊(Sturmabteilung, SA) - のちに親衛隊に粛清・統合される
- エアハルト海兵旅団(Marine-Brigade Ehrhardt) - ヘルマン・エアハルトが率いた。カップ一揆に参加したため、一揆鎮圧後に解散させられる。
- 鉄兜団(Stahlhelm)
- オーベルラント義勇軍（ドイツ語版）(Freikorps Oberland)
- 帝国旗同盟（ドイツ語版）(Bund Reichsflagge)
- ハインツ機関(Organisation Heinz) - フランス軍のルール占領に対抗し、ハインツ・ハウエンシュタインが率いたサボタージュ組織。
- 郷土軍（ドイツ語版）(Einwohnerwehr)
- エッシェリヒ機関(Organisation Escherich) - ゲオルク・エッシェリヒ（ドイツ語版）が率いた。
- カンツラー機関（ドイツ語版）(Organisation Kanzler)
- コンスル機関(Organisation Consul) - エアハルト旅団の後継組織。